# Saskia Uylenburgh
Saske (Saskia) Uylenburgh (Leeuwarden, gedoopt 12 augustus 1612 – Amsterdam, 14 juni 1642) was de vrouw van de Hollandse schilder Rembrandt van Rijn en stond model voor een aantal van zijn belangrijke werken. Het paar kreeg vier kinderen, van wie er drie kort na de geboorte overleden. Titus, het jongste kind, bleef het langst in leven. Rembrandt is niet meer hertrouwd na de dood van Saskia.

## Biografie

### Jeugd
Saskia Uylenburgh werd in Leeuwarden gedoopt op 12 augustus 1612. Indertijd werd in Friesland nog de Juliaanse kalender gehanteerd en ging die dag aldaar door als 2 augustus 1612. Het was de gewoonte dat gedoopt werd op de zondag van de week waarin het kind geboren werd. In het doopregister zijn haar gegevens terug te vinden als 'Saske een dr - van mijn heer - Wilenburch'.
Uylenburgh werd geboren als dochter van de jurist Rombertus Uylenburgh en Sjoukje Ozinga. Ze was de jongste van acht kinderen uit een gegoede familie en vernoemd naar haar grootmoeder. Ze was een nakomertje. Haar broers en zusters waren: Jeltje (ca. 1592-1637), Rombertus junior (ca. 1594-1631), Antje (ca. 1598-1633), Ulricus (1600-1653), Hiskia (ca. 1602/1603-na 1656), Titia (1605-1641) en Edzart (1608-ca. 1651). Haar vader was bij haar geboorte 58 jaar en haar moeder 47 jaar. Haar vader was betrokken bij de oprichting van de Hogeschool van Franeker. Hij werd in 1584 een van de burgemeesters van Leeuwarden, tevens afgevaardigde van de provincie Friesland naar Den Haag. Hij werd uitgenodigd in Delft voor overleg bij Willem de Zwijger, die na het met haar vader nuttigen van een middagmaal door Balthasar Gerards werd vermoord.
Saskia Uylenburgh werd geboren in een huis op de Ossekop 11, niet ver van het Blokhuis. Toen ze bijna zeven was, overleed haar moeder en in 1624 haar vader. Op haar twaalfde was ze wees. Vermoedelijk nam haar oudste zuster Jeltje de verzorging van Saskia over, want uit archiefstukken blijkt dat haar zus, die eerder naar Vlissingen was verhuisd, in elk geval in 1625 weer in Leeuwarden woonde. Ook Saskia's volwassen zus Antje bleef in het ouderlijk huis wonen. Omstreeks 1627 woonde Jeltje in IJlst. In 1628 werd Saskia's ouderlijk huis verkocht en kwam ze onder de hoede van haar oudere zuster Hiskia (Hiskje) in Sint Annaparochie. Hiskje was gehuwd met de jurist Gerrit van Loo, de secretaris van de grietenij het Bildt, die in 1628 tweede voogd van Saskia werd.

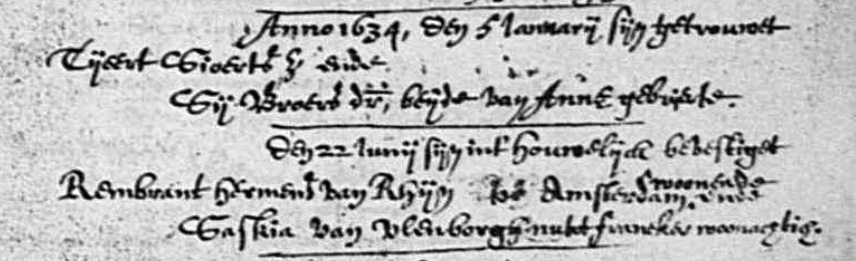
Het onderste schrijven betreft de huwelijksinschrijving van Saskia en Rembrandt, 1634. De datum geeft 22 juni aan, maar in Friesland gold toen nog de Juliaanse kalender. In het Amsterdam van Rembrandt was het tien dagen later ofwel 2 juli.

Hendrickje Fransdr. Uylenburgh was de kleindochter van Saskia's oom Hendrick Rommertsz., die in Leeuwarden trouwde met de kunstschilder Wybrand de Geest, de 'Friesche Adelaer'. Later zal Saskia via haar Rembrandt in contact hebben gebracht met deze hofschilder van de Friese tak van de Nassaus, bij wie hij voor zijn huwelijk op bezoek ging.
Waarschijnlijk leerde Saskia via haar volle neef, de Amsterdamse kunsthandelaar Hendrick Uylenburgh, de schilder Rembrandt kennen, die toentertijd in Amsterdam werkzaam was op het atelier van haar neef in de Sint Antoniesbreestraat. Het contact tussen Saskia en Rembrandt kan ook via haar nicht Aeltje Uylenburgh gelegd zijn. Deze was getrouwd met dominee Johannes Silvius. Ds. Silvius had Saskia's vader persoonlijk gekend en later heeft hij Saskia bijgestaan bij verschillende familieaangelegenheden en rechtszaken. Saskia woonde tijdelijk in Franeker, waar ze haar zwager Johannes Maccovius, een Poolse hoogleraar, hielp nadat zijn vrouw Antje op 9 november 1633 was overleden.

### Huwelijk
Op 10 juni 1634 tekende Rembrandt het ondertrouwregister van de Oude Kerk te Amsterdam. Voor Saskia Uylenburgh tekende dominee Johannes Silvius van de Oude Kerk. Het burgerlijk huwelijk vond eveneens plaats in de Oude Kerk. De kerkelijke inzegening was op 2 juli 1634 in Sint Annaparochie (in Friesland gold nog steeds de Juliaanse kalender en in Sint Annaparochie was het 22 juni). Het huwelijk werd ingezegend door dominee Rudolphus Hermanus Luinga. Van Rembrandts familie was niemand aanwezig. Saskia en Rembrandt gingen wonen bij de familie van Saskia's neef Hendrick Uylenburgh op de hoek van wat nu de Jodenbreestraat heet.
Op 1 mei 1635 (de eerste van die maand was destijds de gebruikelijke dag dat verhuisd werd), verkaste het echtpaar naar een gloednieuw huurhuis aan de Nieuwe Doelenstraat in Amsterdam. Op 17 november 1635 liet Saskia voor de eerste keer een testament opmaken. Dat deed ze gezamenlijk met Rembrandt. De reden was dat ze zwanger was van haar eerste kind en gezien de destijds onzekere afloop daarvan, was het de gewoonte om te testeren. Afgesproken werd dat de bezittingen in handen zouden komen van de langstlevende, doch een bedrag van tweeduizend gulden zou naar Saskia's zusters Hiskia en Titia gaan als Saskia als eerste zou komen te overlijden. Mocht zij als langstlevende komen te sterven, dan zou de helft van haar vermogen overgaan naar Hiskia en de andere helft zou verdeeld worden over haar broer Edzart en andere zuster Titia.
Op 15 december 1635 werd haar eerste kind, een zoon, gedoopt. Zijn doopnaam was Rumbartus. Hij overleed binnen twee maanden, want op 15 februari 1636 werd hij begraven. Op 22 juli 1638 komt Saskia weer als moeder in de doopboeken voor. Op die dag wordt in de Oude Kerk haar dochter Cornelia gedoopt (doopnaam Cornelija naar Rembrandts moeder Neeltje). Op 13 augustus dat jaar werd hier haar tweede kind alweer begraven. Vanaf 1 mei 1637 woonde het echtpaar aan de Binnen-Amstel in een ander huurhuis. In hetzelfde pand is de bakkerij 'De Vier Suykerbrooden' gevestigd. Op 5 januari 1639 kocht Rembrandt een huis aan de tegenwoordige Jodenbreestraat, pal naast het huis waar ze bij het gezin van Hendrick Uylenburgh inwoonden. Die was inmiddels verhuisd en nu hadden ze de schilder Nicolaes Eliasz. Pickenoy als buurman. In 1640 werd een tweede dochter Cornelia geboren, maar dit derde kind overleed na twee weken. In 1641 werd Titus geboren; hij zou als enig kind de volwassen leeftijd bereiken. Titus werd vernoemd naar Saskia's pas overleden oudere zuster Titia.
In 1638 klaagde Rembrandt Albertus van Loo en diens zuster Mayke aan. Hij betichtte deze familieleden Uylenburghs voormalige tweede voogd Gerrit van Loo van boosaardige laster. Ze zouden hebben beweerd dat Uylenburgh 'met pronken ende praelen haer ouders erffenisse hadde verquist'. Rembrandt bracht daartegen in dat hij en zijn vrouw nu eenmaal 'rijckelyck endde ex superabundanti sijn begoediget'. Zijn klacht werd door de rechter afgewezen.
Op 5 juni 1642 testeerde Uylenburgh voor de tweede en wat later bleek de laatste keer in haar leven. De notaris noteerde in het testament dat ze ziek in bed lag, maar nog bij haar volle verstand was. Als universeel erfgenaam wees ze haar zoon Titus en alle nog eventueel te krijgen kinderen aan. Mocht ze nog een of meerdere kinderen krijgen en zouden er daarvan één of meerdere sterven, dan ging het erfdeel over op het overlevende kind of kinderen. Mocht ook de laatste sterven, dan ging de erfenis over op Rembrandt, maar mocht hij opnieuw in het huwelijk treden, dan moest hij de helft afstaan aan zijn schoonzuster Hiskia, die op haar beurt aan haar twee nog levende broers elk duizend gulden moest uitkeren, alsook in totaal dit bedrag aan de kinderen van haar zuster Jelske. Zolang Titus of eventuele andere nog te krijgen kinderen nog niet mondig zouden zijn of zolang ze nog niet getrouwd waren, dan zou Rembrandt het vruchtgebruik over haar erfenis krijgen, met dien verstande dat hij Titus en eventuele andere kinderen die hij nog samen met zijn vrouw zou krijgen, in voldoende mate zou voorzien van voedsel, kleding, schoolkosten en andere zaken. Door deze constructie was het in elk geval niet mogelijk voor de schuldeisers van Rembrandt om beslag te leggen op het vermogen van zijn vrouw. Door historici wordt geopperd dat Rembrandt niet hertrouwde om te voorkomen dat hij een deel van de erfenis zou moeten afstaan.
In 1642 overleed Saskia Uylenburgh op 29-jarige leeftijd, vermoedelijk aan tuberculose. Ze werd begraven in de Oude Kerk te Amsterdam. Rembrandt, die kort tevoren de Nachtwacht had voltooid, richtte zich na haar dood tien jaar lang op etsen en tekeningen. In 1649, het jaar dat hij ruzie kreeg met de min Geertje Dircx, die met hem wilde trouwen, zou Rembrandt helemaal niets produceren. In 1662 verkocht hij Saskia Uylenburghs graf.
Volgens Christoph Driessen was 'Saskia een ondernemende jonge vrouw, anders was ze niet naar de metropool Amsterdam gegaan'. Hij meent dat ze een 'karakteristieke persoonlijkheid' en een 'sterke eigen wil' bezat, omdat ze met iemand trouwde die als kunstschilder in de maatschappelijke hiërarchie duidelijk lager stond dan zij. Ze werd volgens hem in Amsterdam 'een grotestadbewoonster die wel wist te genieten van haar geld'.

## Saskia in eerste publicaties

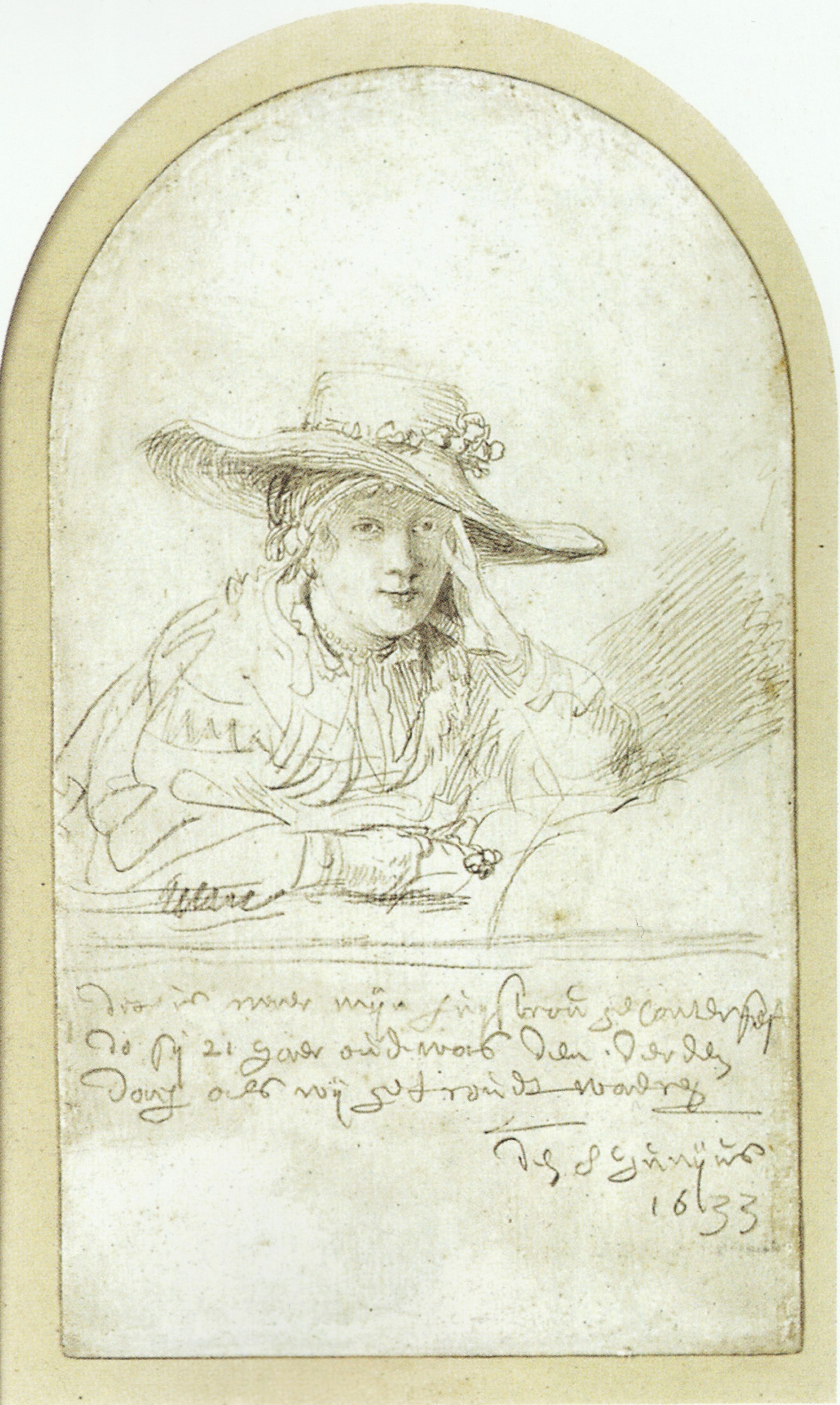
Portret van Saskia, van Rembrandt, met als tekst:
'dit is naer mijn huysvrou geconterfeyt
do sy 21 jaer oud was den derden
dach als wij getroudt waeren
den 8 Junijus
1633'.
Het is de eerste afbeelding waarop Saskia Uylenburgh geïdentificeerd werd.

De biograaf-schilder Arnold Houbraken schreef in 1718 over Rembrandt: 'Hy had ten Huisvrouw een Boerinnetje van Raarep, of Ransdorp in Waterlant, wat klein van persoon maar welgemaakt van wezen, en poezel van lichaam'. Het was de eerste keer dat over de vrouw van Rembrandt vermeld werd dat zij afkomstig zou zijn uit een boerenmilieu. De kunsthandelaar en graveur Christiaan Josi kwam eind achttiende eeuw per toeval in het bezit van een document waarin 'Saskia van Uijlenburg' genoemd werd als de moeder van Titus. In 1810 vermeldde Josi dit gegeven bij een catalogus over prenten van Rembrandt. Het was vervolgens W.J.C. Rammelman Elsevier, die in 1849 in de jaarlijkse Kronijk van het Historisch Genootschap te Utrecht als eerste het schriftelijke bewijs vond dat Saskia met Rembrandt getrouwd was geweest. Zijn bron was een extract uit een 'puiboek' van de stad Amsterdam, dat hij gekocht had en waarin voorgenomen huwelijken worden vermeld. Saskia komt hierin voor als 'Saskia vuijlenburgh van Lewerden' en daarmee had Rammeldam Elsevier ook meteen haar geboorteplaats gevonden. De archivaris van de stad Leeuwarden Wopke Eekhoff ontdekte vervolgens in de stadsarchieven van Leeuwarden dat Saskia niet een boeren-, maar een burgemeestersdochter was geweest. In de zomer van 1851 correspondeerde hij hierover met Pieter Scheltema, de eerste archivaris van de stad Amsterdam, op wiens verzoek hij een en ander had uitgezocht. Eekhoff was in 1840 in het bezit gekomen van een album amicorum van Rombertus Ockema, een zoon van Saskia's oudste zuster Jeltje, waarin de overlijdensdatum van Saskia vermeld wordt. Haar naam komt hierin voor als 'Saske ulenburgh'. Eekhoff koppelde de naam 'Saske ulenburgh' aan die van 'Saskia vuijlenburgh' en ging op eigen initiatief verder op onderzoek. In de registers van de Grote of Jacobijnerkerk in Leeuwarden trof hij Saskia's doopgegevens aan. In 1852 deed Scheltema in een lezing voor een select gezelschap in het openbaar kond van de bevindingen.
In 1862 trof de Nederlandse auteur en kunstkenner Carel Vosmaer in het Berlijnse prentenkabinet een met de zilverstift getekend portret aan van een jonge vrouw. Vosmaer had de prent gevonden in een map met werk in de stijl van Rembrandt, maar hij had er meteen de hand van de Hollandse meester in gezien. Het was de latere curator van de Duitse keizer Frederik III Wilhelm von Bode, die in 1870 de primeur had de tekening als eerste te publiceren. Onder de tekening schreef Rembrandt:
'dit is naer mijn huysvrou geconterfeyt

do sy 21 jaer oud was den derden

dach als wij getroudt waeren

den 8 Junijus

1633'
Het schrift leidde tot diverse veronderstellingen onder historici. Probleem is namelijk dat Saskia en Rembrandt in 1634 trouwden en dat Saskia op 8 juni 1633 nog maar twintig was. H.Th. Colenbrander veronderstelt dat Rembrandt bedoelde dat Saskia zich in haar 21ste levensjaar bevond en dat beiden enkele dagen eerder tegenover elkaar al de huwelijkse belofte hadden uitgesproken, zonder dat dit nog door een overheidsinstantie of kerk bekrachtigd was, iets dat vaker voorkwam. Anderen menen dat zij zich enkele dagen eerder verloofd hadden of dat Rembrandt zich gewoon vergist had.

## Graf
De exacte locatie waar Saskia in de Oude Kerk begraven werd, is in de jaren vijftig van de twintigste eeuw vastgesteld door archivaris Bep Bijtelaar. In 1953 werd op die plek haar naam met sterfdatum in een oude grafsteen gebeiteld. Elk jaar op 9 maart om precies acht over half negen in de ochtend valt de zon op het graf. Er is dan een ontbijtbijeenkomst in de kerk met muziek en een korte lezing.

## Standbeelden van Saskia en Rembrandt
Op de plek in Sint Annaparochie waar Saskia met Rembrandt trouwde staat een bronzen standbeeld van haar met Rembrandt van de hand van Suze Boschma-Berkhout. Het werd in 1989 geplaatst tegenover de Van Harenskerk. Saskia trouwde niet in deze kerk, maar in een die op dezelfde plek stond.
In 2011 werd bij de Molen van Sloten een bronzen beeld van Saskia en Rembrandt geplaatst.

## Vernoeming
In 1991 werd een inslagkrater op de planeet Venus naar haar vernoemd.

## Externe links

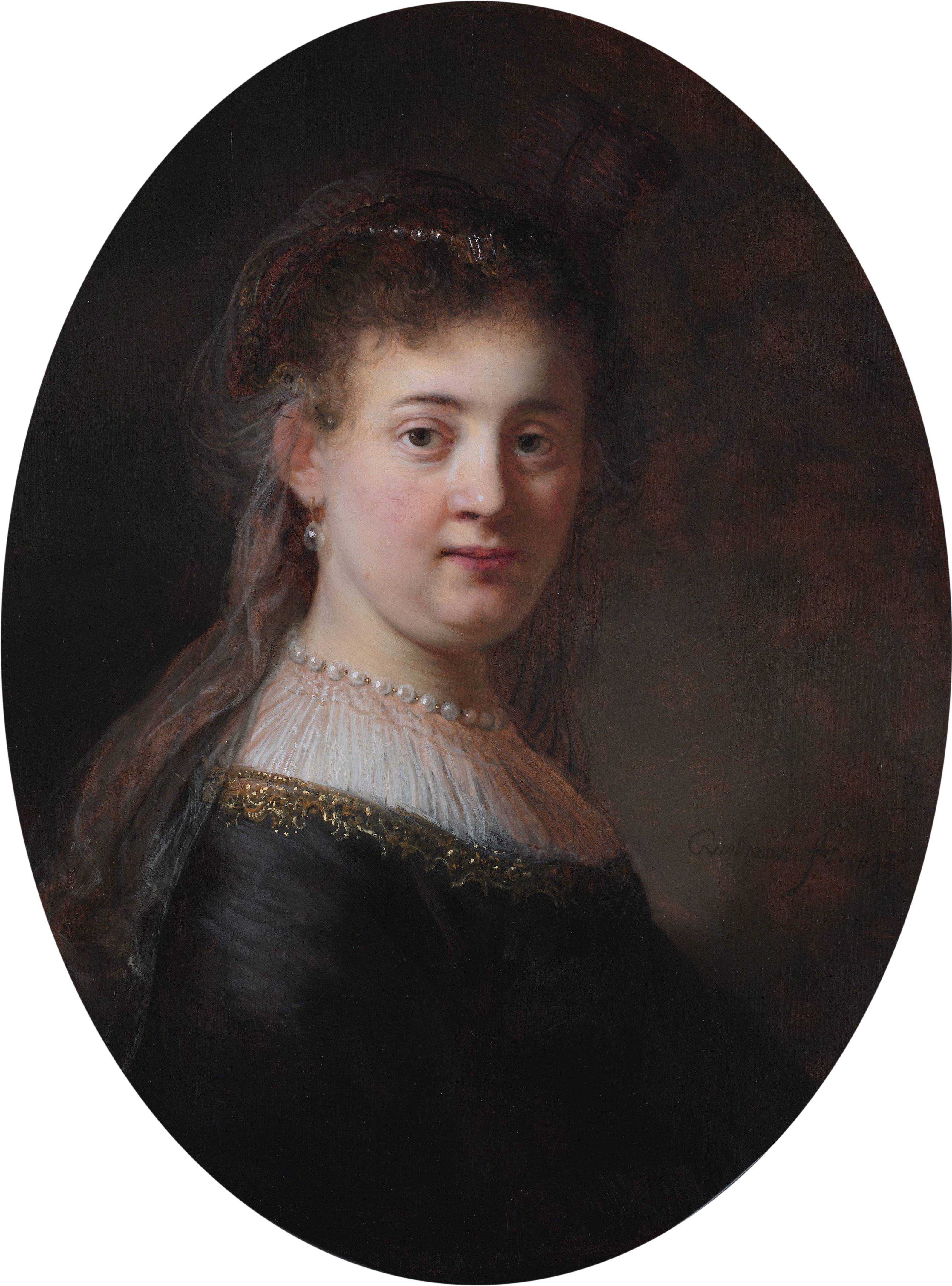
Portret van een vrouw, vermoedelijk Rembrandts vrouw Saskia Uylenburgh (1612-1642), ook genoemd Jonge vrouw in gefantaseerde kleding, (Rijksmuseum Amsterdam)
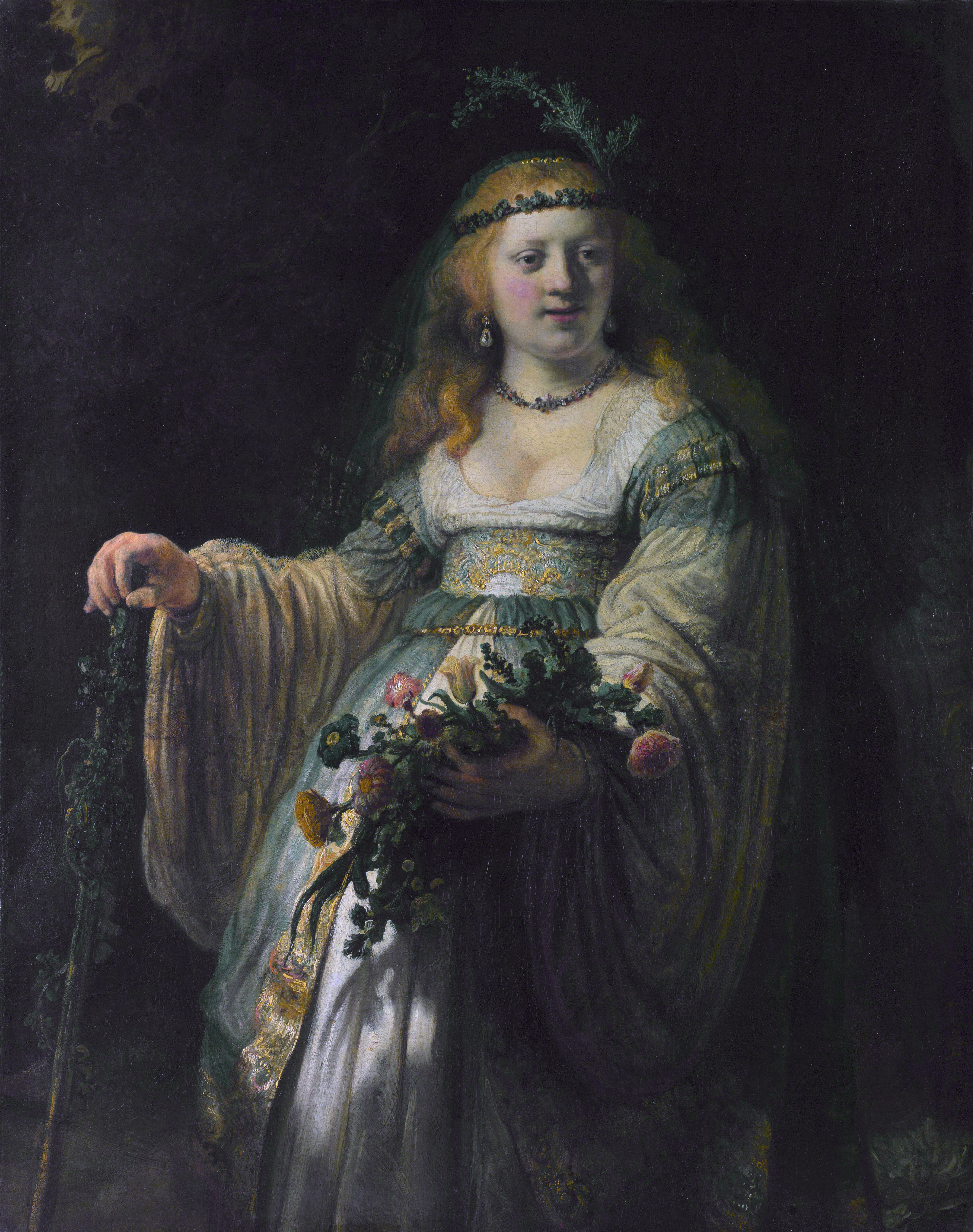
Vermoedelijk portret van Saskia als Flora, National Gallery Londen
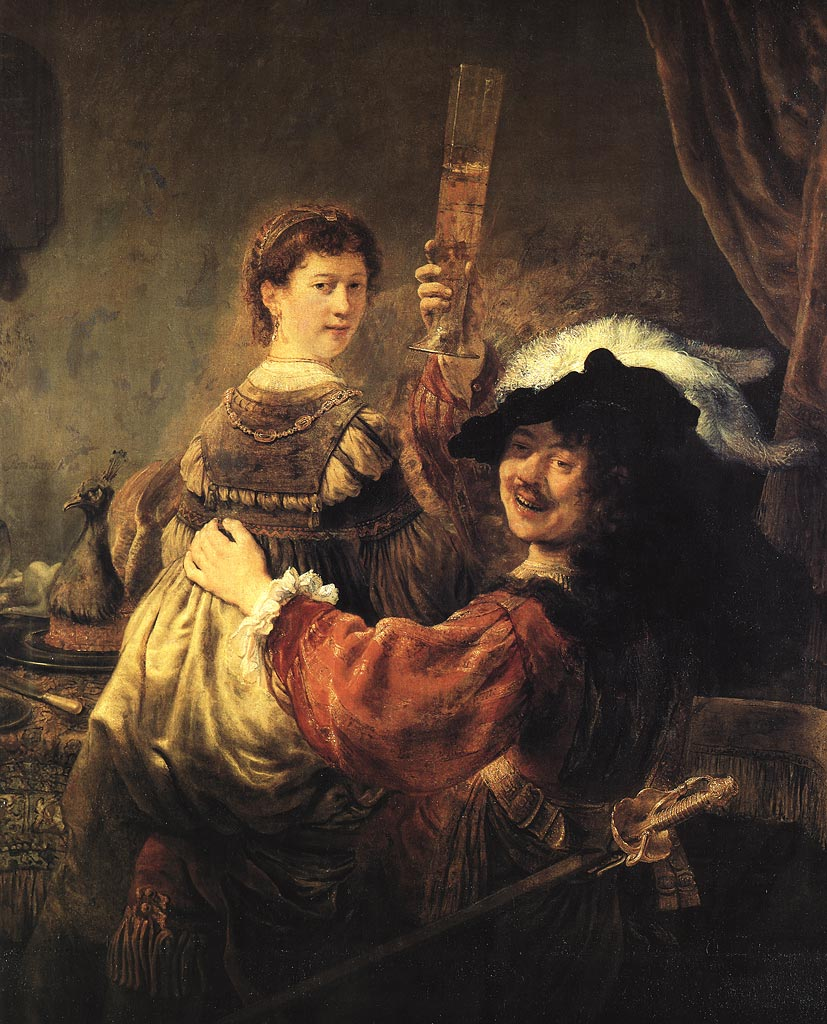
Rembrandt en Saskia in De verloren zoon in een herberg ca. 1635, Gemäldegalerie Alte Meister
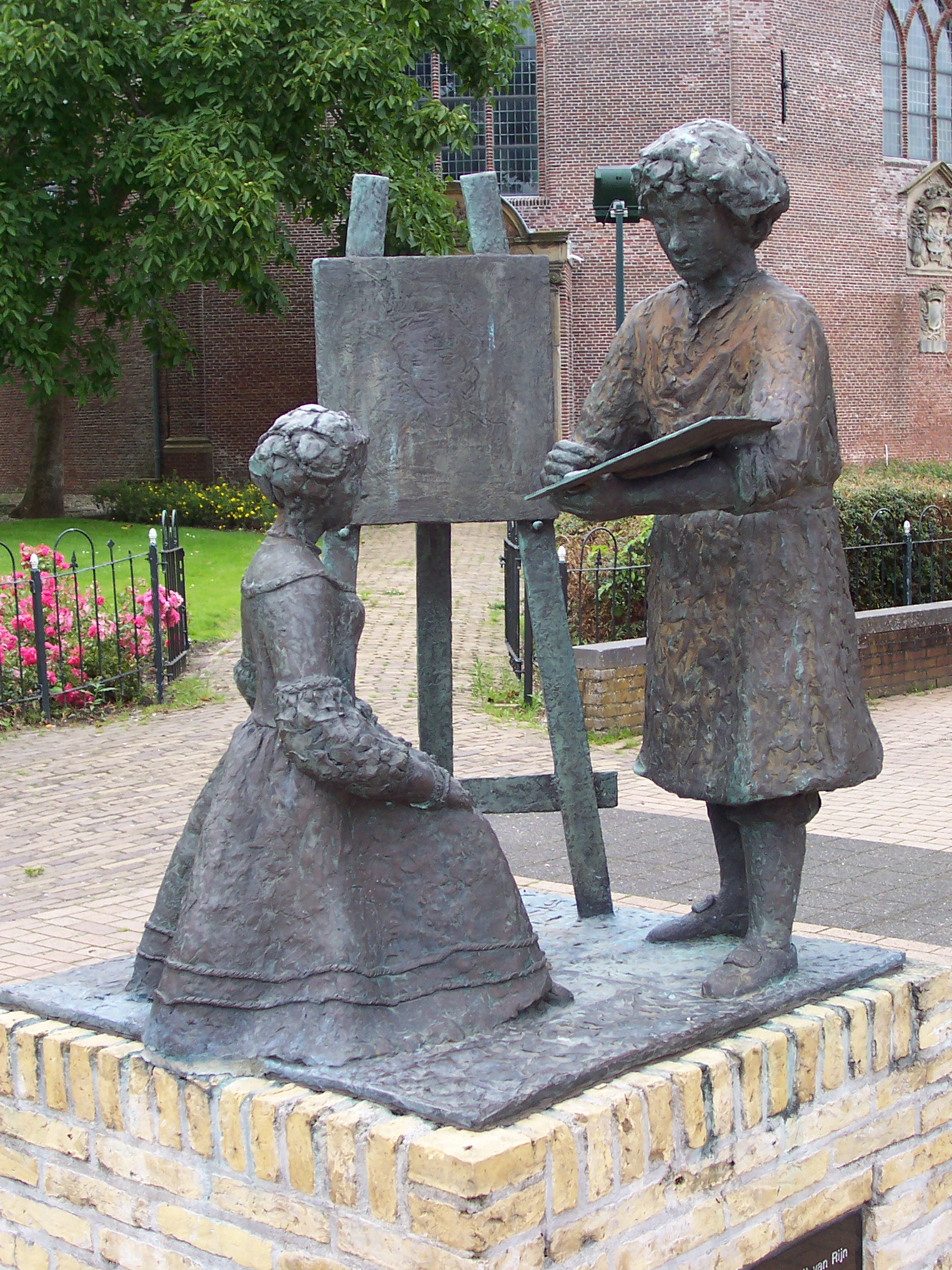
Sint Annaparochie, bronzen beeld van Rembrandt en Saskia